# Jošiki
Jošiki Hajaši (bolj znan kot Jošiki), japonski rock glasbenik, * 20. november 1965, Chiba, Japonska.